# 佛崖镇
佛崖镇，是中华人民共和国甘肃省陇南市武都区下辖的一个乡镇级行政单位。
2016年，甘肃省民政厅批复同意撤销佛崖乡，设立佛崖镇。

## 行政区划
佛崖镇下辖以下地区：
贾店村、村委村、烟火台村、燕崖村、佛崖村、韩家湾村、王沟村、大塄村、杨家山村、牛家湾村、东古城村、胡家坪村、侯儿坝村、歇马村、砖庙村、叶坝村、元坛村、熊池坝村、胡家村、油落子村、青岗村、韩家村、草坡村、冉儿沟村、湾儿村、柏树坝村、孟家村、分水岭村、汉桥村和民委村。